# Feliks Korwin-Szymanowski
Feliks Szymon Szymanowski herbu Ślepowron (ur. 25 stycznia 1791 w Warszawie, zm. 15 stycznia 1867 w Cygowie) – ziemianin, oficer napoleoński, bankier, wolnomularz.

## Młodość
Urodził się jako najmłodsze dziecko, a trzeci syn Teodora Dyzmy Szymanowskiego h. Ślepowron, szambelana ostatniego króla Polski i Marianny Świdzińskiej h. Półkozic. Najstarszą z rodzeństwa była Bona, potem Aleksander i Ignacy. Odebrał wykształcenie domowe.
Od ok. 1807 związany z armią Księstwa Warszawskiego. Pierwotnie pozostawał pod opieką pułkownika Małachowskiego w ramach 14 Pułku Kirasjerów. W 1812 r. awansował na stopień porucznika i został przydzielony gen. Sułkowskiemu jako adiutant. Walczył pod Romanowem, Smoleńskiem, Borodino. W 1813 r. ponownie odnotowany został w 14 Pułku Kirasjerów, jako kapitan. W grudniu 1813 r. został odznaczony Krzyżem Złotym Orderu Virtuti Militari i francuskim Krzyżem Kawalerskim Orderu Legii Honorowej. Po Kongresie wiedeńskim Feliks pozostał w służbie czynnej, a w 1830 roku odznaczony Orderem Świętego Stanisława. Służąc w wojsku Królestwa Polskiego awansował na pułkownika w oddziale kirasjerów. W czasie Powstania Listopadowego był zaliczony do oficerów powstania.

## Rodzina i więź z Łubieńskimi
Po perypetiach wojennych i powstańczych Szymanowski wrócił do rodzinnego majątku w Cygowie i ożenił się z krewną, Marią, córką Barbary Szymanowskiej z Izdebna i generała Piotra Łubieńskiego. Mieli czwórkę dzieci: Jadwigę (1843-1937), Teodora (1846-1901), Bolesława, który zmarł w wieku 2 lat, i Marię Helenę (1850-1926) potem malarkę.

Bliskie związki z rodziną Szymanowskich, m.in. otrzymany w posagu od rodziny Szymanowskich majątek Gole, spowodowały, że Piotr Łubieński, jako jeden z założycieli Towarzystwa Ziemskiego Kredytowego i Banku Polskiego, wciągnął Feliksa do tych organizacji. Jak pisze wymownie o tych sprawach Marian Brandys, na podstawie listów Tomasza Łubieńskiego: 

Poza najbliższymi przyjaciółmi generała jego korespondencję zaludniają niemal wyłącznie krewni i powinowaci. Kiedy się czyta relacje pana Tomasza z wizyt w Zagościu, Kazimierzy Wielkiej, Guzowie, Goli, Izdebnie (te dwa ostatnie należące do Szymanowskich) ... – wtedy dopiero zaczyna się rozumieć, jak potężny potencjał energii społecznej reprezentowali sobą Łubieńscy

Po dymisji z wojska w stopniu pułkownika przed rokiem 1847, Feliks pracował w strukturach Banku Polskiego, później jako Starszy Dyrektor, do stycznia 1866. W czasie bytności w banku miał się przyczynić do rozwoju przemysłowego Żyrardowa, ufundowanego na ziemiach rodziny Łubieńskich.
Nieznany jest stosunek Feliksa do powstania styczniowego w 1863, ale miał negatywny stosunek do zaangażowania się w nim syna, Teodora. Związki z rodzinami Łubieńskich, Świdzińskich i znajomości pośród członków Towarzystwa Kredytowego jednoznacznie wskazałyby na Stronnictwo białych.

## Krąg towarzyski i archeologia w majątkucygowskim
W domu Szymanowskich, przez pewien czas wychowywał się Bernard Alojzy Łubieński, kuzyn po kądzieli i rówieśnik Teodora, syna Feliksa. Poza Łubieńskimi i Sobańskimi, z którymi wszedł w powinowactwo przez małżonkę, do grona Feliksa należeli także Nakwascy, związani przez ślub jego starszej córki Jadwigi z Bolesławem Nakwaskim, syna Henryka Nakwaskiego. Bliskie relacje z Konstantym Świdzińskim, z którym był złączony także więzami krwi, spowodowały ujęcie Feliksa w testamencie. Córka starszego brata, Aleksandra, Maria, wyszła za mąż za Juliana Malczewskiego. Ich synem był znany malarz Jacek Malczewski, z tego samego rocznika jak młodsza córka Feliksa.
Przyjaźń Szymanowskich z Lelewelami, sąsiadami oraz rodzicami Joachima Lelewela i Prota Lelewela, można datować co najmniej od 1788 roku, kiedy Wola Cygowska, dotąd część majątku cygowskiego, została Lelewelom sprzedana przez Teodora, ojca Feliksa. O tej przyjaźni trwającej kilka pokoleń, świadczy Profesor Jerzy Kolendo, który opracował Raport wójtów wsi Cygów i Wola Cygowska mówiący o odkryciach rzymskich monet (z okresu Cesarza Karakalli, III w.) i innych znalezisk archeologicznych dokonanych w tych dwóch miejscowościach na Mazowszu. Ofiarowali oni popielnicę oraz toporek kamienny do Muzeum i Gabinetu Rzeczy Przyrodzonych. Raport, podpisany przez Wójta Gminy Cygów i Wójta Gminy Wola Cygowska i przedmioty zostały przedstawione na posiedzeniu Towarzystwa Warszawskiego Królewskiego Przyjaciół Nauk w dniu 23 listopada 1820 r. przez prezesa Staszica. Zdaniem Kolendy, mimo że współautorami raportu mieli być formalnie Feliks Szymanowski i Karol Lelewel, to najprawdopodobniej autorem był uczony numizmatyk, Prot Lelewel, wielki przyjaciel Feliksa.
Część ogrodów cygowskich przeznaczona była na szklarnie, w których ogrodnicy z Anglii pracowali przy produkcji kwiatów, wysyłanych niekiedy na dwór petersburski.
Feliks Szymanowski zmarł 15 stycznia 1867. Pochowany został obok ojca i dziadka w krypcie cygowskiego kościoła, obecnie w parafii Poświętne. Kościół ten zbudowany przez Dyzmę Szymanowskiego w XVIII w. został zbombardowany w czasie nalotów niemieckich w okresie drugiej wojny światowej.